# Siemens Sector Energy

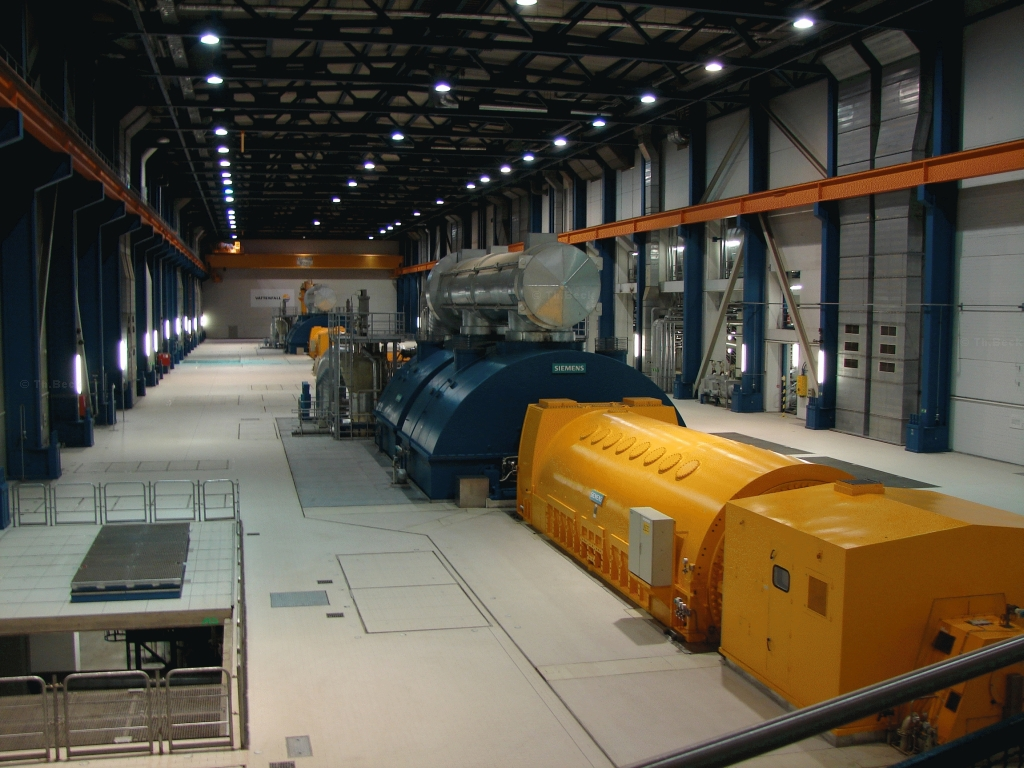
Turbosatz von Siemens Sector Energy im Kraftwerk Schwarze Pumpe

Der Siemens Energy Sector war vom 1. Januar 2008 bis zum 1. Oktober 2014 einer der vier Sektoren der Siemens AG und beschäftigte sich hauptsächlich mit der Herstellung von Anlagen und Komponenten sowie Dienstleistungen im Bereich der Energieversorgung.
Zum 1. Oktober 2014 ist die Sektorebene entfallen und damit auch der Siemens Sector Energy. Die Geschäftstätigkeiten Gas and Power (inkl. Transmission, Generation, Industrial Applications) und Siemens Gamesa Renewable Energy (Windkraft) wurden im April 2020 in die neu gegründete Unternehmensabspaltung Siemens Energy überführt.

## Divisionen
Der Siemens Energy Sector bestand aus folgenden Divisionen
- Power Generation (Produkte für die Stromerzeugung aus fossilen Energieträgern, Produkte für die Öl- und Gasindustrie, CEO: Roland Fischer)
- Energy Service (Energiedienstleistungen, CEO: Randy Zwirn)
- Power Transmission (Energieübertragung, CEO: Jan Mrosik)
- Wind Power (Windenergieanlagen für Offshore- und Onshore-Windparks, CEO: Markus Tacke)

## Produkte
- Fossile Stromerzeugung (Gaskraftwerke, Gas- und Dampfturbinenkraftwerke (GuD) und Dampfkraftwerke)
- Komponenten wie Gasturbinen, Dampfturbinen, Generatoren und Verdichter
- Stromerzeugung aus erneuerbarer Energie (vor allem Windenergie und Wasserkraft)
- Leittechnik, Elektrotechnik und Informationstechnologie für Kraftwerke
- Servicelösungen für Kraftwerke und deren Leittechnik einschließlich Training und Consulting
- Service für Komponenten (Gasturbinen, Dampfturbinen und Kompressoren für Industrieanwendungen)
- Oil and Gas: 
  - Für die Öl- und Gasindustrie: Lösungen zur Erhöhung des Drucks in Öl- und Gasfeldern (Depletion Compression), komplette Anwendungen für Pipelines, FPSO (Floating Production, Storage and Offloading) und Raffinerien
  - Für die Prozessindustrie: Standardprodukte, modulare und individuell gefertigte Verdichterstränge
  - Industrielle und kommunale Energieerzeuger: Industriegasturbinen, Kompaktdampfturbinen, Industriedampfturbinen, Kraft-Wärme-Kopplungssysteme, Dampfturbinen für solarthermische Kraftwerke
- Power Transmission: Produkte und Lösungen für Hochspannungsverteilungstechnik, schlüsselfertige Umspannwerke und Leistungstransformatoren, Technik für Hochspannungs-Gleichstrom-Übertragung (HGÜ), Blindleistungskompensation (FACTS)

## Unternehmensübernahmen und -beteiligungen

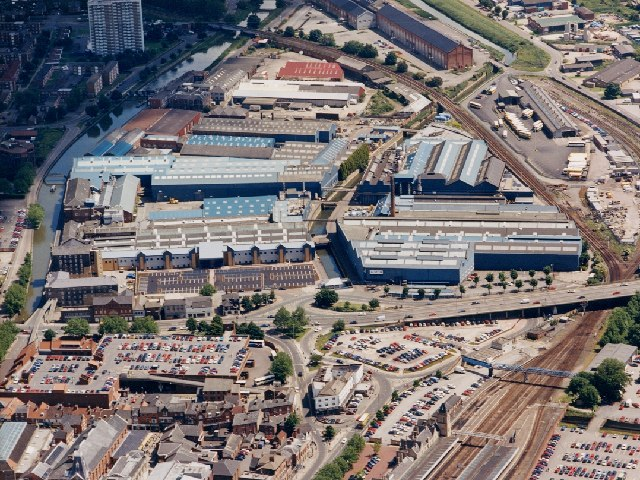
Siemens-Gasturbinenfabrik Pelham in Lincoln (Lincolnshire), England (vormals Ruston & Hornsby)

Von Siemens im Laufe der Jahre übernommene Unternehmen waren:
- Dresser-Rand (Houston, USA) Maschinenbauer, v. a. Dampfturbinen, Gasturbinen und Kompressoren im mittleren und größeren Leistungsbereich bis über 100 MW (2015)
- Marine Current Turbines, Entwicklung von Gezeitenturbinen mit horizontalen Achsen (Februar 2012)[6][7]
- NEM, Spezialist für Abhitze-Dampferzeuger von Gas- und Dampfkraftwerken, Niederlande (2011)[8]
- Bennex Group AS und Poseidon Group AS der Subsea Technology Group AG, Norwegen, Ausbau der Kompetenz für Stromversorgung auf dem Meeresboden (2011)[9]
- Elektrozavod in Ufa (Russland), Ausbau der Produktion von Leistungsschaltern und Trennern für Hochspannungs-Schaltanlagen in Russland (2010)
- Steinmüller Engineering, Prozess-Know-how im Bereich Energie- und Umwelttechnik, Übernahme der Mehrheit (2009)[10]
- Advanced Burner Technologies Inc. (ABT) in Pluckemin (New Jersey, USA), Investition in das Servicegeschäft zur Schadstoffemissionsüberwachung und -verminderung von Kraftwerken (2006)
- Kühnle, Kopp & Kausch, ergänzt Siemens um kleine Industriedampfturbinen bis 5 MW (2006)[11]
- Energieübertragungs- und -verteilungssparten von VA Tech (2005)[12]
- Wheelabrator Air Pollution Control Inc. in Pittsburgh (Pennsylvania, USA) und Wheelabrator Canada Company, Geschäftserweiterung um Produkte und Systeme zur Schadstoffemissionsüberwachung und -verminderung von Kraftwerken (2005)
- Bonus Energy, Einstieg in das Windenergiegeschäft (2004)[13]
- Industrieturbinengeschäft von Alstom (2003)
- Westinghouse Electric Corporation in Orlando (Florida) (USA) mit den Standorten Charlotte (North Carolina), Fort Payne (Alabama) und Winston-Salem (North Carolina) (1998)

Beteiligungsgesellschaften:
- Shanghai Electric, zwei Joint Ventures (JV), Beteiligung von je 49 %, ein JV für Entwicklung und Bau von Windturbinen, zweites JV für Vertrieb, Projektmanagement und Service von Windenergieanlagen in China (2011)[14]
- Minderheitsbeteiligung an Semprius von 20 %, Entwicklung von hochkonzentrierenden Photovoltaik-Modulen (2011)
- Joint Venture mit ZAO Iskra-Avigaz: LCC Russian Turbo Machinery, Fertigung von Verdichtern für Gaspipelines (2010)
- Shanghai Electric Power Generation Equipment Co. Ltd. (SEPG), Beteiligung von 40 %, Produkte und Lösungen für Stromerzeugung mit Kohle- und Gaskraftwerken  (2010)
- A2SEA, Dienstleistungen im Bereich Offshore-Windparks, Beteiligung von 49 % (2010)
- Joint Venture mit Voith Hydro Holding GmbH & Co. KG, Beteiligung von 35 % an Voith Hydro, mechanische und elektrische Ausrüstungen von Wasserkraftwerken (2000)

Ehemalige Beteiligungen (Sparte Solar)
- Solel Solar Systems (Israel), Hersteller von Solar-Receivern, eine der Schlüsselkomponenten für solarthermische Kraftwerke (2009). Schließung 2013, nachdem kein Interessent für eine Übernahme gefunden werden konnte. Laufende Projekte werden noch abgewickelt und die Gewährleistung in den nächsten Jahren ist sichergestellt. Der Gesamtverlust beträgt ca. 1 Mrd. Euro.[15]
- Archimede Solar Energy (Italien). Rückgabe von 45 % der Gesellschaftsanteile im Juni 2012.[16]

## Zahlen
Im Geschäftsjahr 2013 erwirtschaftete der Sektor Energy einen Umsatz von rund 26,6 Mrd. Euro mit rund 83.500 Beschäftigten.
Probleme bzw. Verzögerungen beim Anschluss von Offshore-Windparks kosteten Siemens 2012 etwa 570 Millionen Euro.